# Municipalità di Zugdidi
La municipalità di Zugdidi (in georgiano ზუგდიდის მუნიციპალიტეტი?) è una municipalità georgiana della Mingrelia-Alta Svanezia.
Nel censimento del 2002 la popolazione si attestava a 167 760 abitanti. Nel 2014 il numero risultava essere 62 511.
La città di Zugdidi è il centro amministrativo della municipalità, la quale si estende su un'area di 682 km².

## Popolazione
Dal censimento del 2014 la municipalità risultava costituita al 99,7% da persone di etnia georgiana.

## Monumenti e luoghi d'interesse
- Anaklia
- Jikhashkari
- Palazzo Dadiani
- Cattedrale di Zugdidi
- Cattedrale di Tsaishi
- Chiesa di Kortskheli
- Parco Nazionale di Kolkheti